# Oskarströms kommunala realskola
Oskarströms kommunala realskola var en kommunal realskola i Oskarström verksam från 1950 till 1970.

## Historia
Skolan fanns som högre folkskola som 1950 ombildades till kommunal mellanskola vilken den 1 juli 1952 ombildades till kommunal realskola.
Realexamen gavs från 1951 till 1970.